# Gettnau

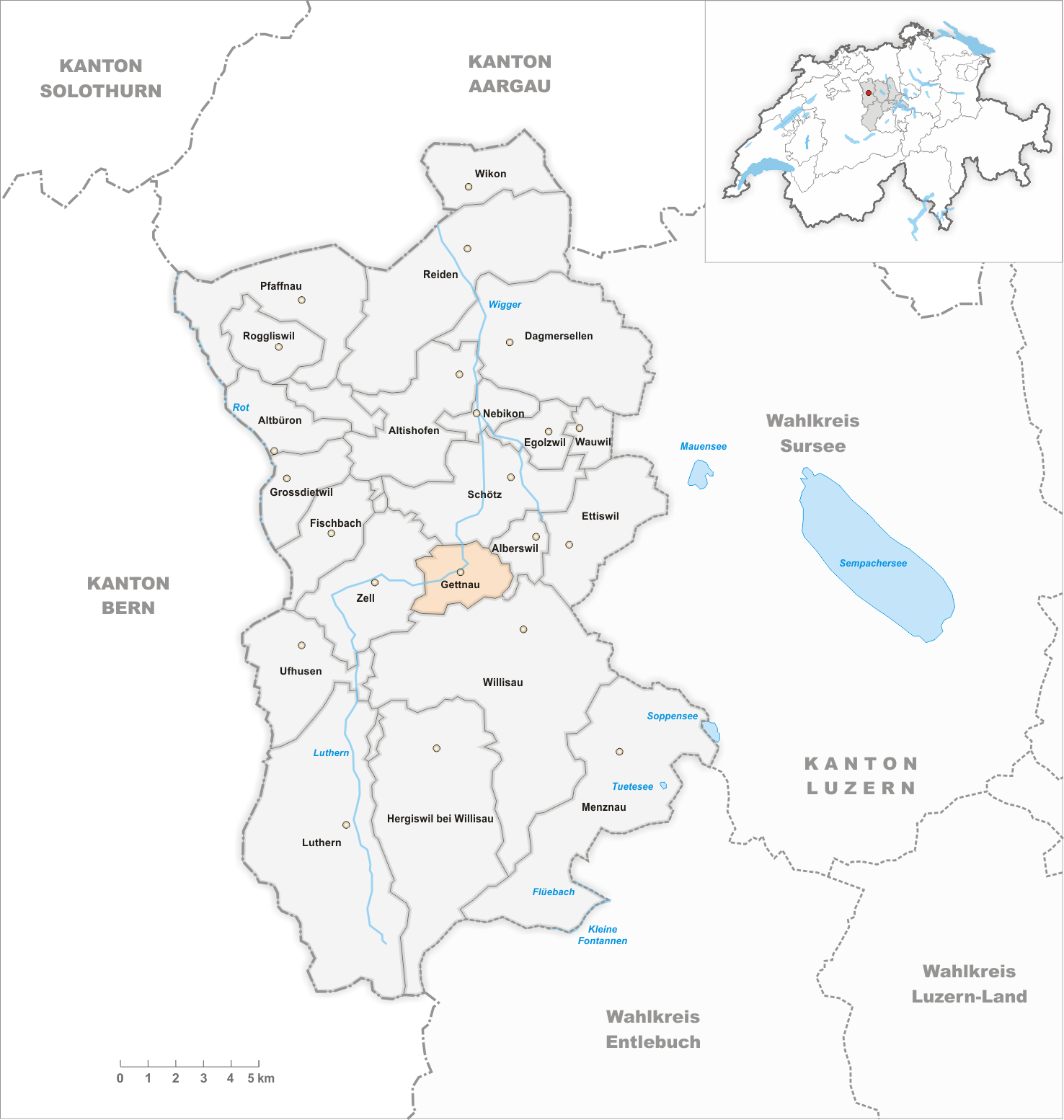
Gemeindestand vor der Fusion am 1. Januar 2021

Gettnau (im luzerndeutschen Ortsdialekt Gättnou [ˈkætnɔːu̯]) ist eine Ortschaft in der Gemeinde Willisau im Schweizer Kanton Luzern. Sie gehört zum Wahlkreis Willisau.  Am 1. Januar 2021 fusionierte sie mit der Gemeinde Willisau.

## Geographie
Der Ort liegt wenige Kilometer nordwestlich von Willisau in einer Ebene. Er ist im Süden und im Norden von Hügeln umgeben. Im Südosten liegt der Ruessgrabe mit dem gleichnamigen Bach. Der Graben liegt zwischen dem Willbrig und dem Chüeberg (645–729 m ü. M.). Der westliche Teil des Chüebergs ist vom Howald bedeckt, der Rest gerodet. Der Hügelzug nördlich des Dorfs heisst Guggi und steigt auf eine Maximalhöhe von 713 m ü. M. an. Ein Teil des Hügels ist bewaldet (Schonauwald). Der Fluss Luthern fliesst von Westen kommend nördlich des Dorfs vorbei und dreht dort nach Norden ab. Ausser dem Dorf selber gibt es nur kleinere Häusergruppen und Einzelgehöfte in der Gemeinde. Vom Areal von 606 ha werden 52,6 % landwirtschaftlich genutzt. Die oben erwähnten Wälder bedecken weitere 37,1 % der Gemeinde, 9,7 % sind Siedlungsfläche.
Gettnau grenzt im Nordosten an Schötz, im Osten an Alberswil, im Süden an Willisau und im Westen an Zell.

## Bevölkerung
| Bevölkerungsentwicklung | Bevölkerungsentwicklung |
| Jahr                    | Einwohner               |
| ----------------------- | ----------------------- |
| 1798                    | 459                     |
| 1850                    | 671                     |
| 1888                    | 555                     |
| 1910                    | 652                     |
| 1930                    | 660                     |
| 1950                    | 772                     |
| 1960                    | 717                     |
| 1970                    | 710                     |
| 1990                    | 973                     |
| 2000                    | 990                     |
| 2004                    | 978                     |

Die Bevölkerung wuchs von 1798 bis 1850 stark (1798–1850: +46,2 %). Von 1860 bis 1888 sank sie infolge Abwanderung in die Industriezentren um 17,7 %. Der zweiten Abwanderungswelle von 1950 bis 1960 stehen drei Wachstumsphasen gegenüber (1888–1910: +17,5 %; 1930–1950: +17,0 % und 1970–1990: +37,0 %). Seit 2009 wohnen knapp über 1000 Personen in Gettnau.

### Sprachen
Die Bevölkerung benutzt als Alltagssprache eine hochalemannische Mundart. Bei der letzten Volkszählung im Jahr 2000 gaben 89,99 % Deutsch, 5,15 % Albanisch und 1,41 % Portugiesisch als Hauptsprache an.

### Religionen – Konfessionen
Früher waren alle Bewohner der Gemeinde Mitglieder der römisch-katholischen Kirche. Durch Zuwanderung aus anderen Regionen der Schweiz und dem Ausland hat sich dies geändert. Heute (Stand 2000) sieht die religiöse Landschaft wie folgt aus: Es gibt 80,20 % römisch-katholische und 11,52 % evangelisch-reformierte Christen. Daneben findet man 1,72 % Muslime, 1,21 % Konfessionslose und 0,81 % Angehörige anderer nichtchristlicher Bekenntnisse. Die Muslime sind zum Grossteil albanischer Herkunft, die anderen Nichtchristen Hindus tamilischer Herkunft.

### Herkunft – Nationalität
Ende 2014 waren von den 1088 Einwohnern 879 Schweizer und 209 (= 19,2 %) Ausländer. Die Einwohnerschaft bestand aus 80,8 % Schweizer Staatsbürgern. Ende 2014 stammten die ausländischen Einwohner aus Serbien inklusive Kosovo (34,4 %), Deutschland (20,6 %), Portugal (16,7 %), Italien (3,3 %), Spanien (1,9 %) und der Türkei (0,5 %). 16,7 % stammten aus dem übrigen Europa, und 5,7 % waren aussereuropäischer Herkunft.

## Geschichte
Die Gemeinde wurde in alemannischer Zeit besiedelt. Die erste historische Erwähnung findet sich unter dem Namen Kepinhouva in einem Besitzverzeichnis der Fraumünsterabtei Zürich aus dem Jahr 893 (nach anderer Angabe 924). Im Vorderglied des Ortsnamens steckt der althochdeutsche männliche Personenname Geppo, Keppo, und das Grundwort ist althochdeutsch ouwa ‚Gelände am Wasser, sumpfiges Gebiet, Au‘; damit bedeutete Gettnau ursprünglich ‚Au des Geppo‘.
Gettnau gehörte später, bis 1386, zum Besitz der Habsburger – nominell sogar bis 1407. Im ersteren Jahr hatten zahlreiche Gettnauer das Bürgerrecht der Stadt Luzern angenommen, waren aber offiziell weiter Untertanen der habsburgischen Grafschaft Willisau. 1407 kaufte die Stadt Luzern die gesamte Grafschaft und machte sie bis 1798 zur Landvogtei Willisau. Von 1798 bis 1803 gehörte der Ort zum helvetischen Distrikt Willisau, seither zum damals neu geschaffenen Amt Willisau.
Im Jahr 1803 wurde in Gettnau erstmals eine Schule eröffnet und 1816 das allererste Schulhaus gebaut. Das Gebäude wurde im späten 20. Jahrhundert abgebrochen. 1914 konnte das stattliche neue, unübersehbare Schulhaus an der Hauptstrasse feierlich eingeweiht werden. Die fast klassizistische Front des Gebäudes entspricht dem typisch aufsteigenden Bürgertum des frühen 19. Jahrhunderts, während das Dach eher dem Bauernhaus- oder Heimatstil zuzuordnen ist. Im Jahr 1979 entstand ein weiterer Neubau mit Turnhalle. 2012 wurde dieses Gebäude nochmals aufgestockt.
Am 29. März 2020 entschieden die Gettnauer in einer Volksabstimmung mit einer Mehrheit von 81,8 Prozent, sich anfangs 2021 der Nachbargemeinde Willisau anzuschliessen.

## Politik

### Gemeinderat
Der Gemeinderat Gettnau bestand bis 31. Dezember 2020 aus folgenden fünf Mitgliedern:
- Urs Vollenwyder-Büchler (CVP): Gemeindepräsident
- Edith Kurmann (FDP): Gemeindeamtfrau
- Heinrich Arnet (CVP): Bildung
- Hans-Rudolf Gloor (FDP): Gemeindeentwicklung, Bau, Sicherheit
- Doris Kreienbühl (CVP): Sozialvorsteherin

### Kantonsratswahlen
Bei den Kantonsratswahlen 2015 des Kantons Luzern betrugen die Wähleranteile in Gettnau: CVP 50,0 %, FDP 23,5 %, SVP 22,5 %, SP 2,7 %, GPS 0,7 %, glp 0,6 %.

### Nationalratswahlen
Bei den Schweizer Parlamentswahlen 2015 betrugen die Wähleranteile in Gettnau: CVP 39,1 %, SVP 33,9 %, FDP 21,0 %, SP 3,1 %, glp 1,3 %, Grüne 1,0 %, BDP 0,3 %.

## Verkehr
Die Ortschaft verfügt über eine eigene Haltestelle an der Bahnlinie Luzern-Langenthal. Gettnau liegt an der Hauptstrasse zwischen Wolhusen und Huttwil. Die nächstgelegenen Autobahnanschlüsse, an der A2, sind Dagmersellen in 12 km und Sursee in 13 km Entfernung.

## Impressionen

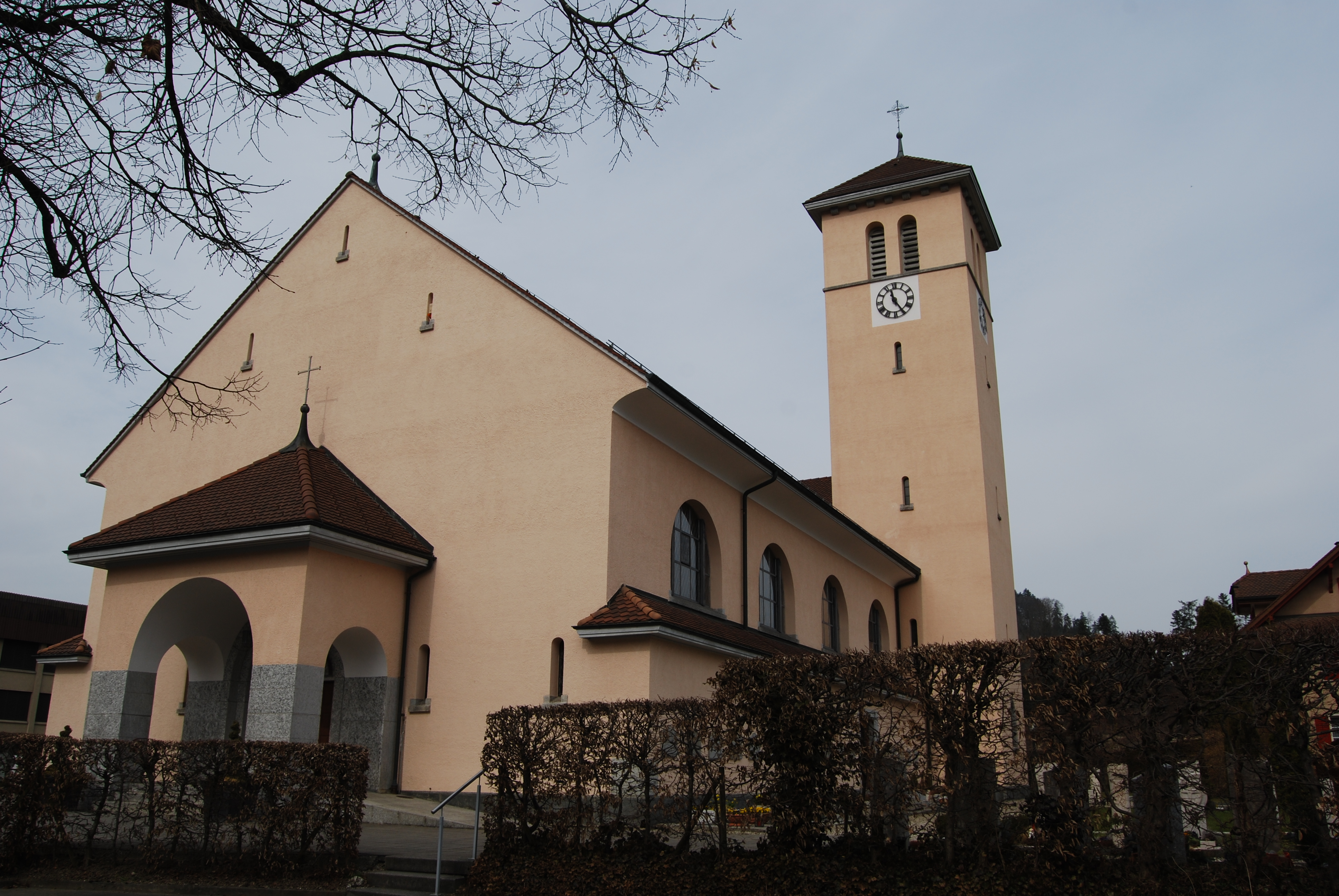
Katholische Kirche von Gettnau
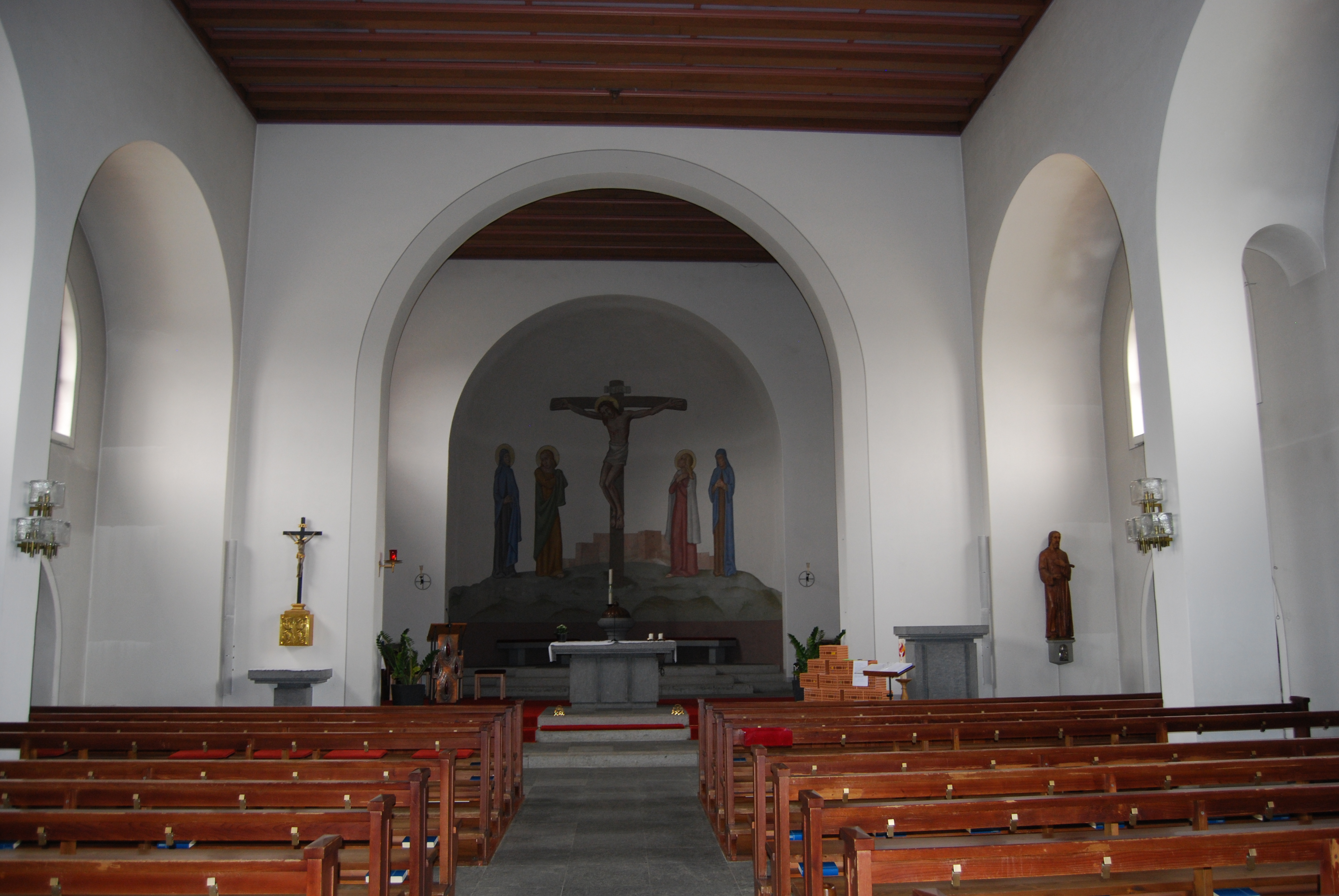
Innenansicht der Kirche
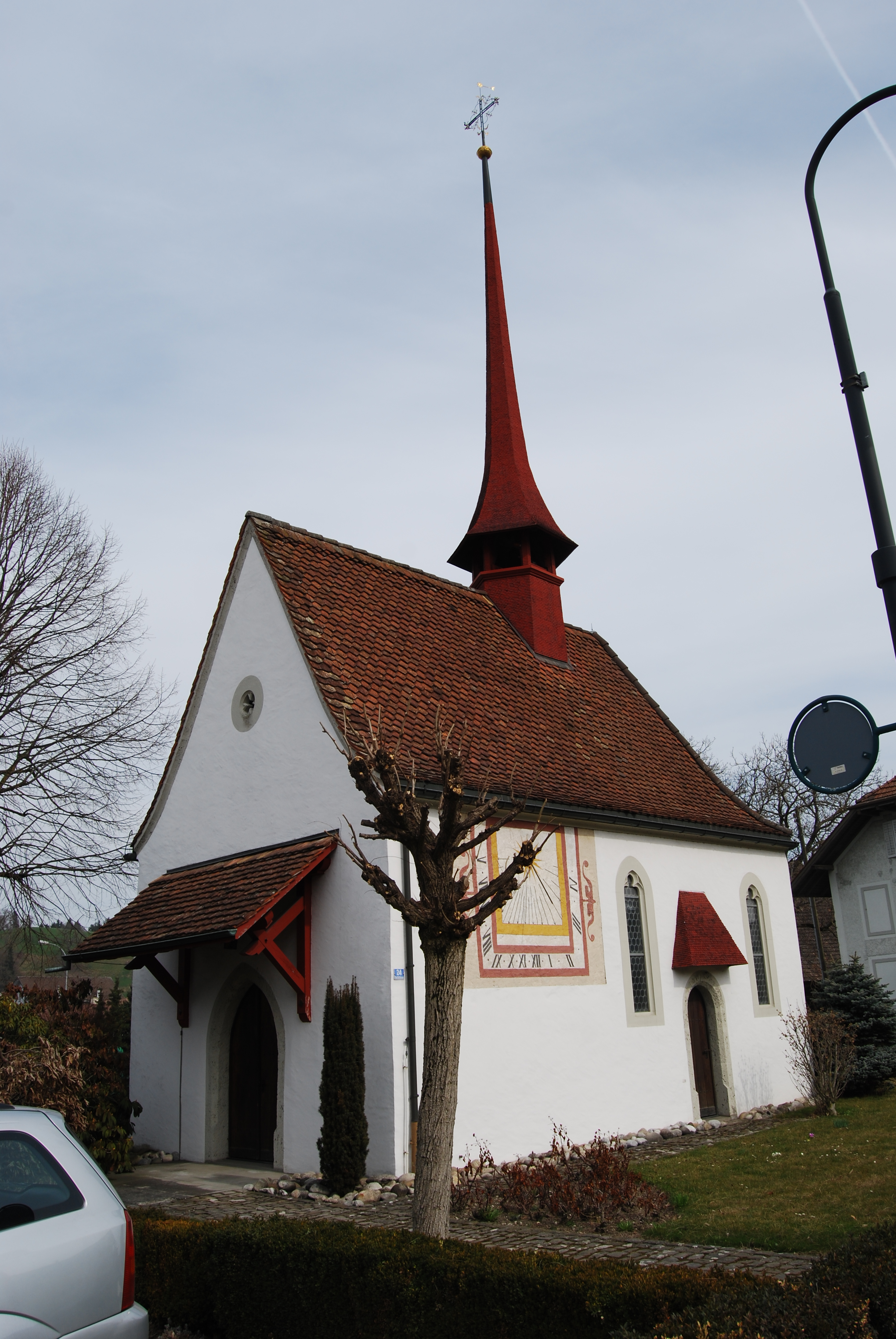
Kapelle Gettnau
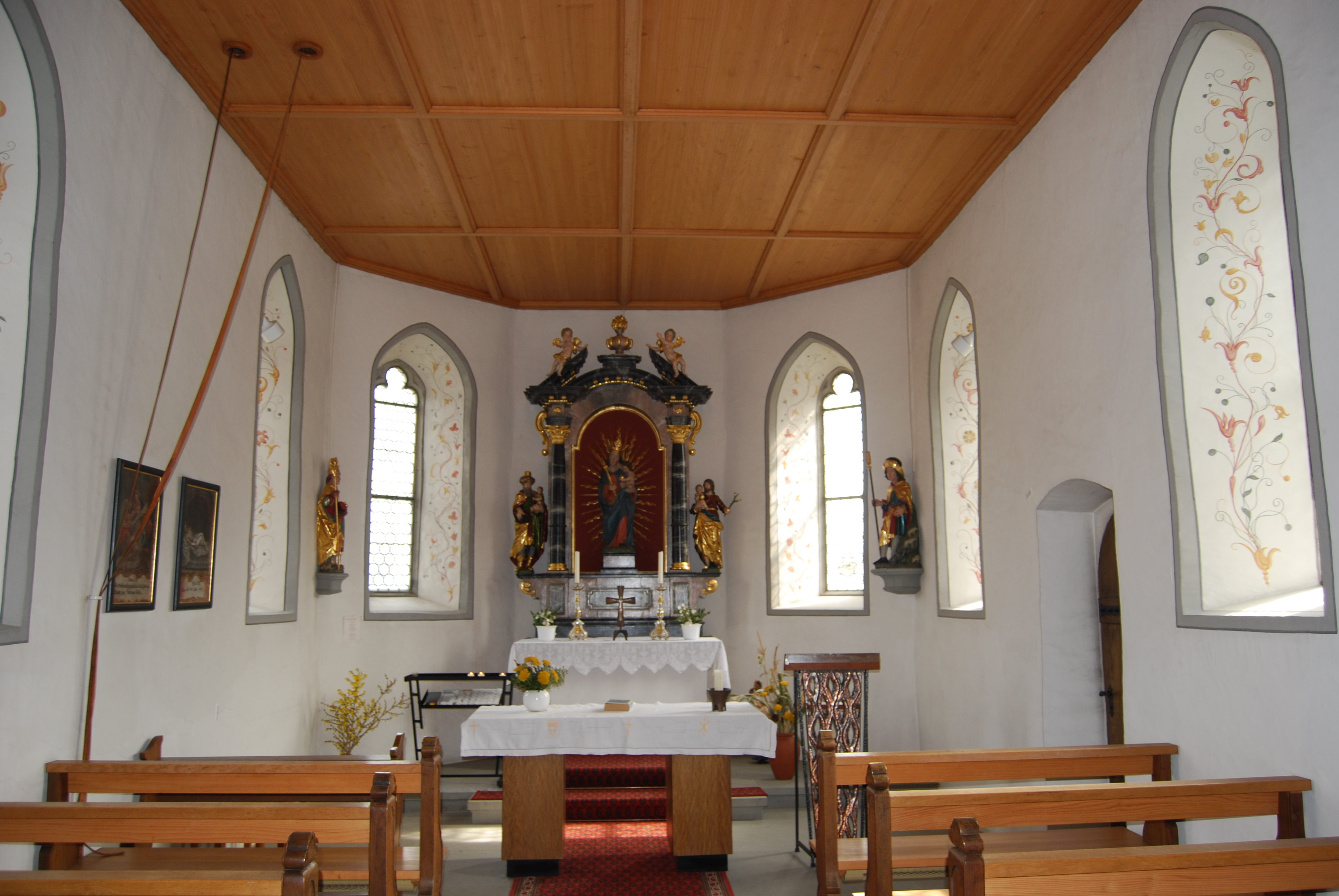
Innenansicht der Kapelle
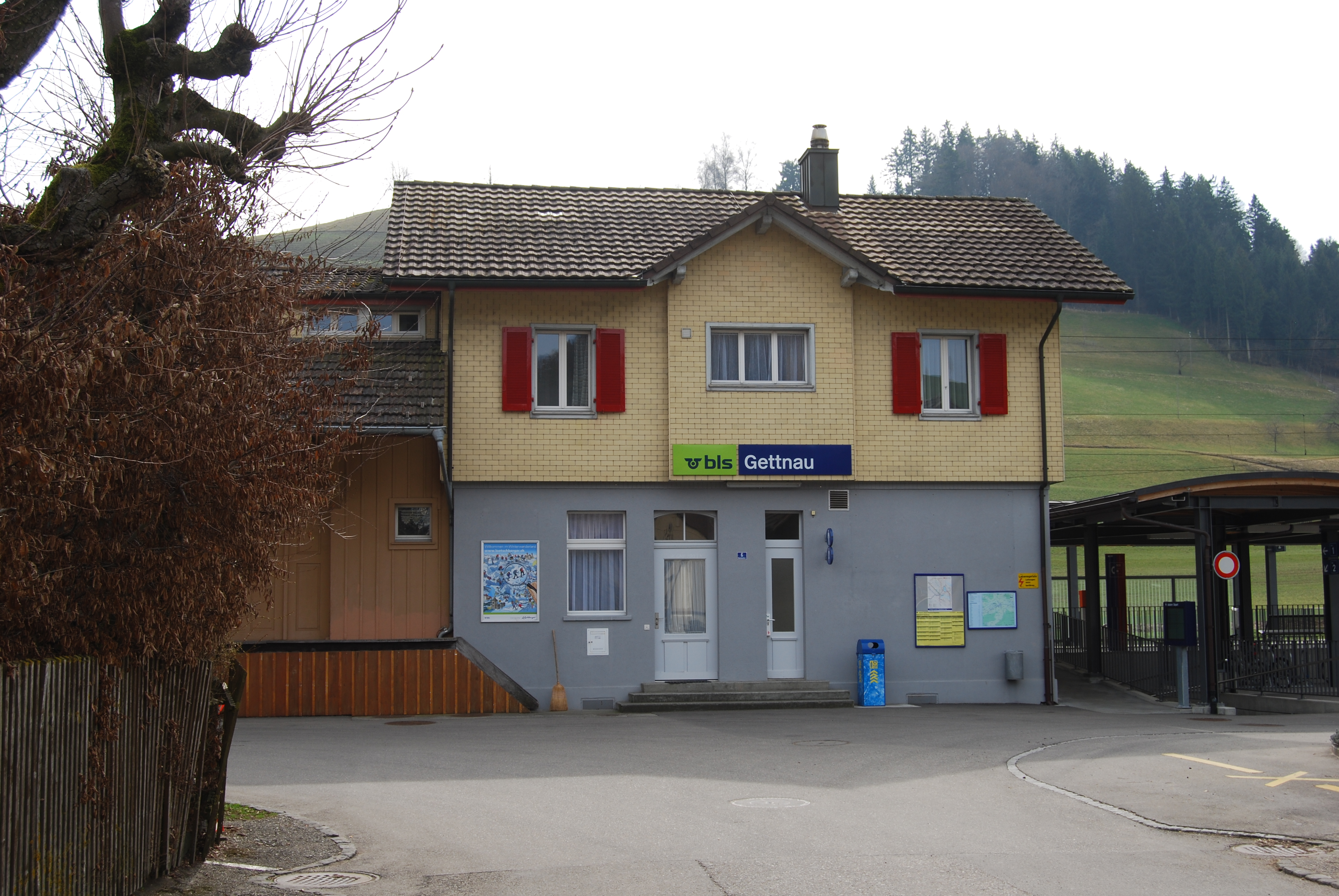
Bahnhof Gettnau
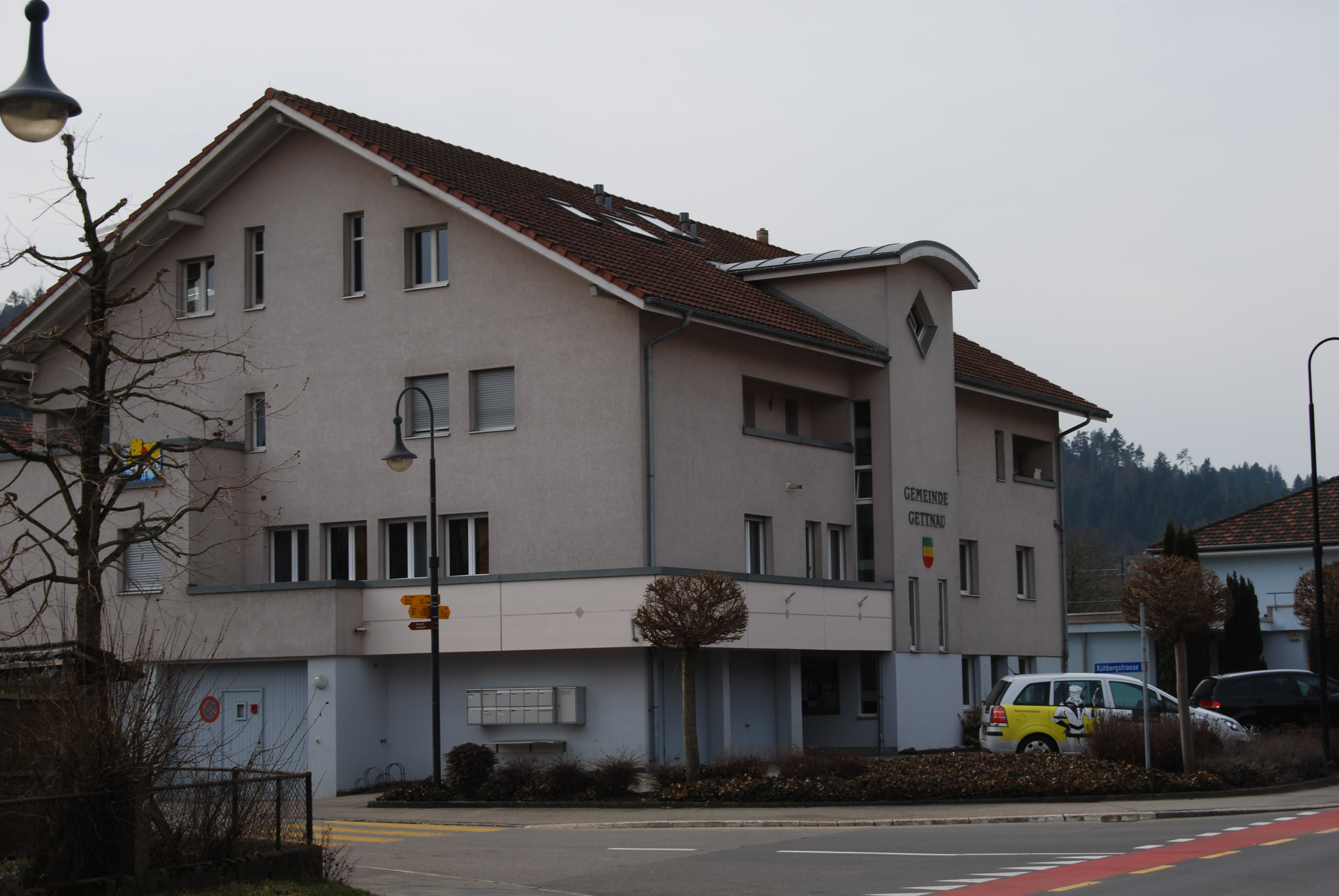
Gemeindehaus
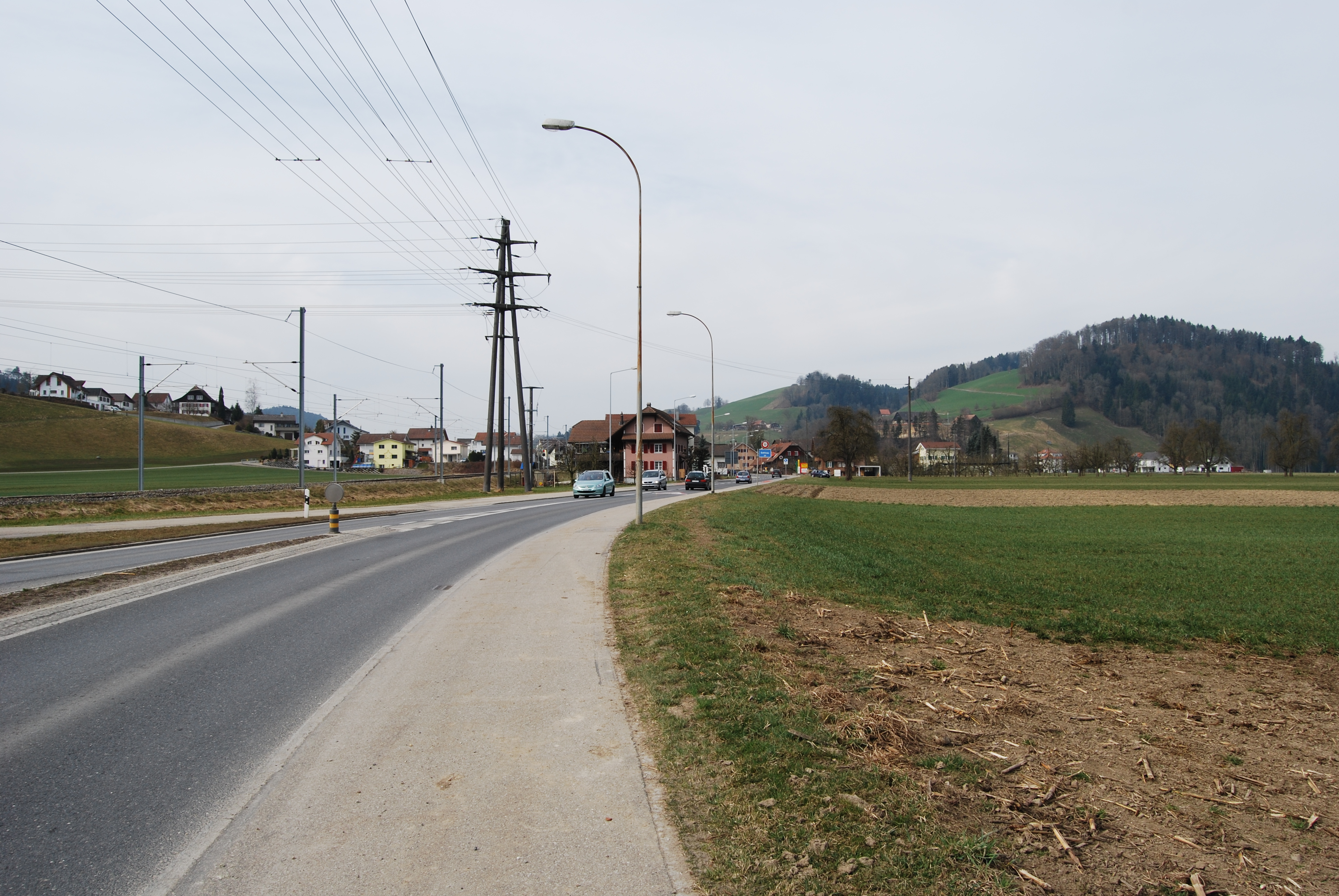
Gettnau von Osten